# Кокуґаку
Кокуґаку (яп. 国学, こくがく, «країнознавство») — наука і філософська школа в Японії, що вивчає автентичний японський світогляд і духовність на основі пам'яток класичної японської літератури та історії, таких як «Кодзікі», «Ніхон Сьокі», «Манйосю» та інших. Виникла у 18 столітті як протиставлення канґаку — японському китаєзнавству та ранґаку — японському голландознавству.
Основні ідеї, завдання і методи кокуґаку представлені в роботах японських мовознавців і мислителів Кади но Адзумамаро, Камо но Мабуті, Мотоорі Норінаґи, Хірати Ацутане та інших. Предметами вивчення цієї науки були японська мова і література, синто, стародавні японські традиції і перекази, юриспруденція, економіка, бібліографія.
Кокуґаку була також відома як ваґаку (和学, «японознавство»), коґаку (皇学, «імператорознавство») або коґаку (古学, «наука про старожитності»). Японський літератор кінця 19 століття Хаґа Яїті називав її «давньою культурологією» і вважав складовою філології.

## Короткі відомості
Кокуґаку 18 — першої половини 19 століття поділялося на дві течії. Перша називалась «бачення трьох мудростей». Її представниками були Кейтю, Камо но Мабуті і Мотоорі Норінаґа. Вони займалися вивченням культурних старожитностей Японії. Друга течія мала назву «бачення чотирьох мужів». Її послідовниками були Кади но Адзумамаро і Хірата Ацутане. Вони вивчали проблему відродження японської релігії синто. Крім цих двох течій окремо існувала «поетико-літературна школа Едо», відгалуження вчення Камо но Мабуті.
Розвиток кокуґаку як науки і філософії проходив у боротьбі зазначених течій. Їхньою метою було визначення чистої «японськості», позбавленої сторічних нашарувань китайської культури — конфуціанства та буддизму. Вчені шукали відповіді на такі питання: що робить японців японцями, в чому унікальність японської культури в східно-азійському і світовому масштабі, які необхідні заходи слід вживати для збереження «японскості» та японської унікальної культури, тощоі. Для більшості тогочасних вчених символами «японськості» були Імператор і державний устрій 5 — 8 століть, старояпонська мова, синто, дух самопожертви, відданості, вдосконалення і працелюбства.
У 1840-х роках ідеї кокуґаку як філософії разом з результатами досліджень корифеєїв японського «краєзнавста» почали використовуватися в японській системі освіти, зокрема у ханських школах, і стали справляти вплив на японську політику. Вони сприяли самоусвідомленню японців як єдиної нації. В умовах колоніальної загрози з Заходу під впливом кокуґаку в Японії оформився монархічно-націоналістичний рух дрібних самураїв «Шануймо Імператора, виженемо варварів!». Діяльність «поетико-літературної школи Едо» допомогла створити в найбільших японських містах мережу інтелектуальних центрів — салонів для представників середнього класу, гуртків енциклопедистів та освітян. Таким чином, кокуґаку виступало аналогом європейського націоналізму і грало роль головної ідерлогії в процесі створення японської національної держави в середині — другій половині 19 століття.
В Період Мейдзі виникла нова течія кокуґаку, яка дістала назву «нове краєзнавство». Її найяскравішими представниками були етнолог Янаґіта Куніо та літератор Орікуті Сінобу. Головними завданнями цієї течії було визначення ролі і місця кокуґаку період Едо, та його зв'язок з наукою про державу та концепцією «національного організму Японії».

## Представники
- Мітоська школа
- Куросава Окінамаро
- Мотоорі Норінаґа
- Танака Охіде